# Gergithus formosanus
Gergithus formosanus är en insektsart som beskrevs av Metcalf 1955. Gergithus formosanus ingår i släktet Gergithus och familjen sköldstritar. Inga underarter finns listade i Catalogue of Life.